# Hydrauliczny dźwig samochodowy

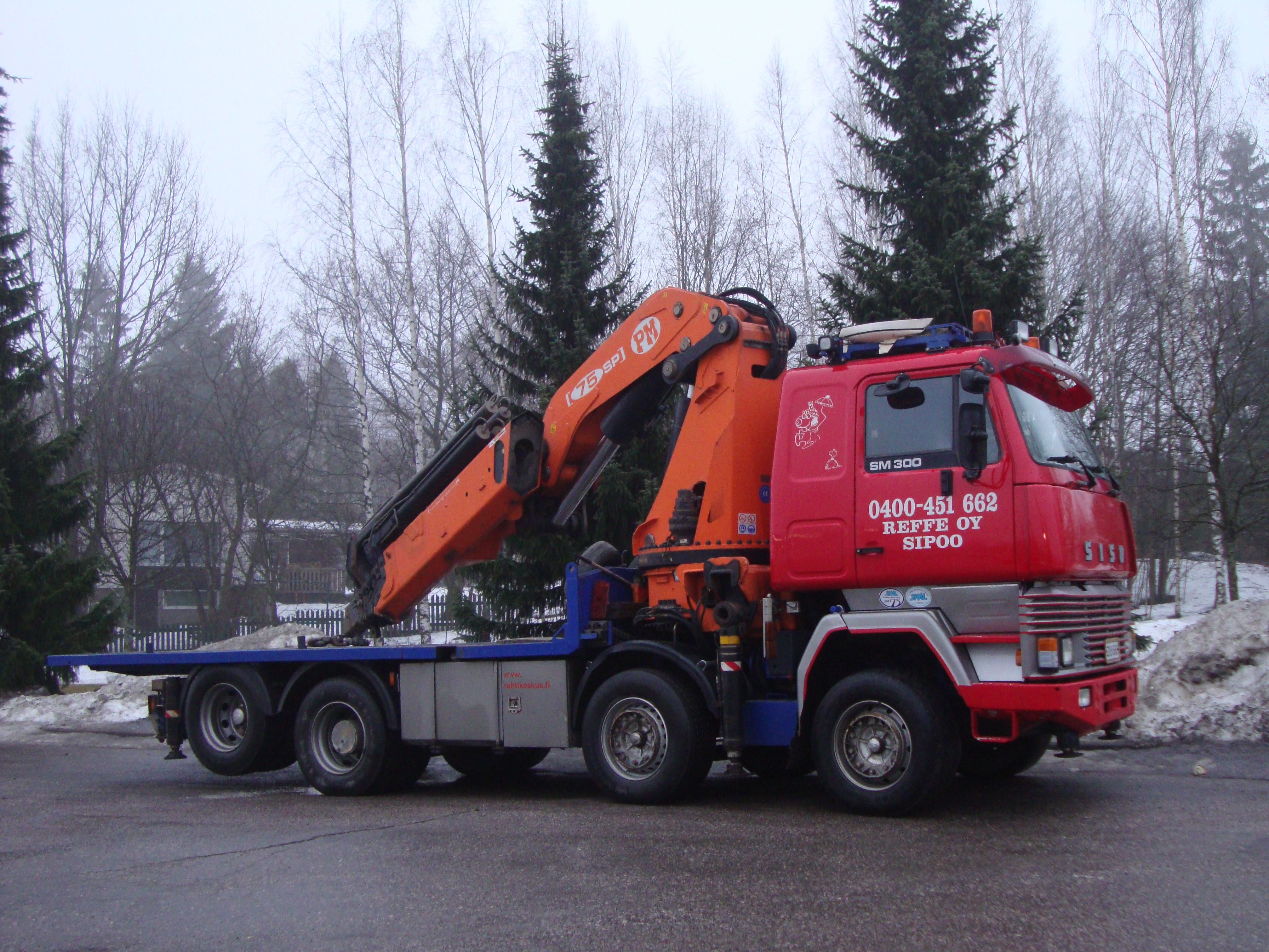
Hydrauliczny dźwig samochodowy

Hydrauliczny dźwig samochodowy, HDS – samochód ciężarowy lub dostawczy z zamontowanym na nim żurawiem (zwanym żurawiem przeładunkowym lub przenośnym), umożliwiającym samodzielny załadunek i rozładunek tego pojazdu (niekiedy również zwanego żurawiem przeładunkowym). Zwykle ma nośność od kilkuset kilogramów do kilku ton.
Aby uzyskać uprawnienia na tego typu żuraw, należy być pełnoletnim oraz mieć prawo jazdy kategorii B i zaświadczenie lekarskie o braku przeciwwskazań zdrowotnych do wykonywania pracy operatora. Osoba, która ukończyła kurs z wynikiem pozytywnym i zdała egzamin państwowy, otrzymuje zaświadczenie kwalifikacyjne Urzędu Dozoru Technicznego uprawniające do obsługi maszyn w kategorii IIZ (tzw. żurawie przenośne).